# Île d'Oiselay
L'île d'Oiselay est une île située sur le Rhône, dans le département de Vaucluse en région Provence-Alpes-Côte d'Azur, appartenant administrativement à Sorgues.

## Description

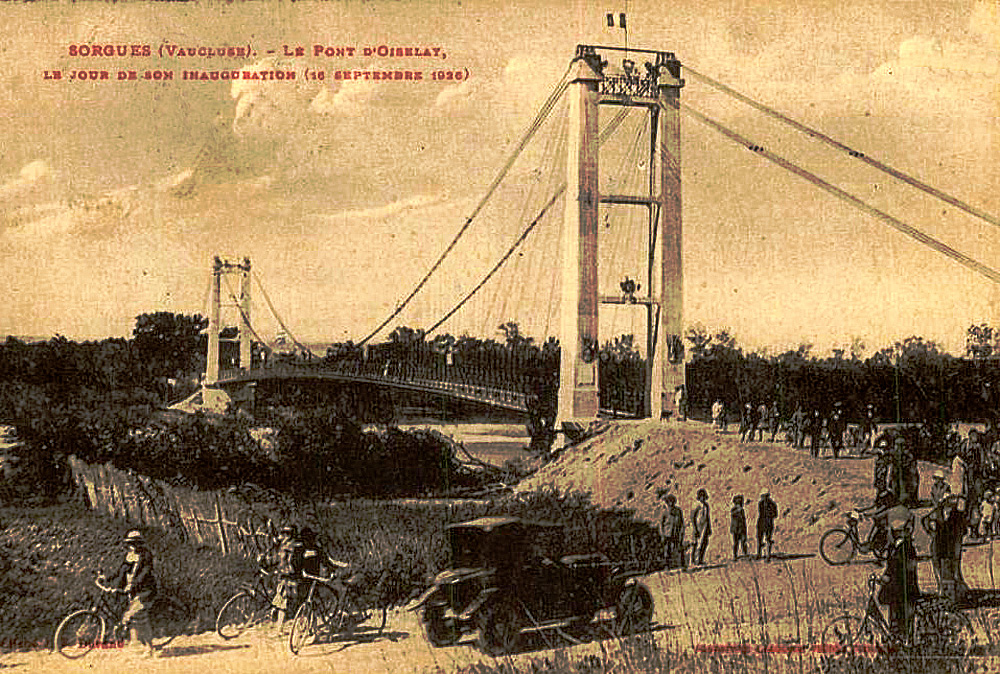
Le pont de l'Oiselet lors de son inauguration le 10 septembre 1926.

Elle s'étend sur près de 5,5 km de longueur pour une largeur d'environ 1,6 km.

## Histoire
L’île s'est d'abord appelé Île de l’Osier qui s’est transformé en Oseraie, puis en Oiselay au XVIIIe siècle.
Propriété du Languedoc, elle est séparée en 1612 de la terre ferme par une inondation. Ainsi, si Sorgues est propriété des Papes, l'île est quant-à-elle, celle du Royaume de France.
Utilisée pour les cultures céréalières, les paysans de l'île décident dans les années 1920 de financer la création d'un pont pour remplacer les bacs. Il s'agit alors d'une passerelle métallique qui est classée en voirie communale en 1950. Le pont est interdit à la circulation en 1975 et est inscrit aux monuments historiques depuis 2001.

## Liens externes

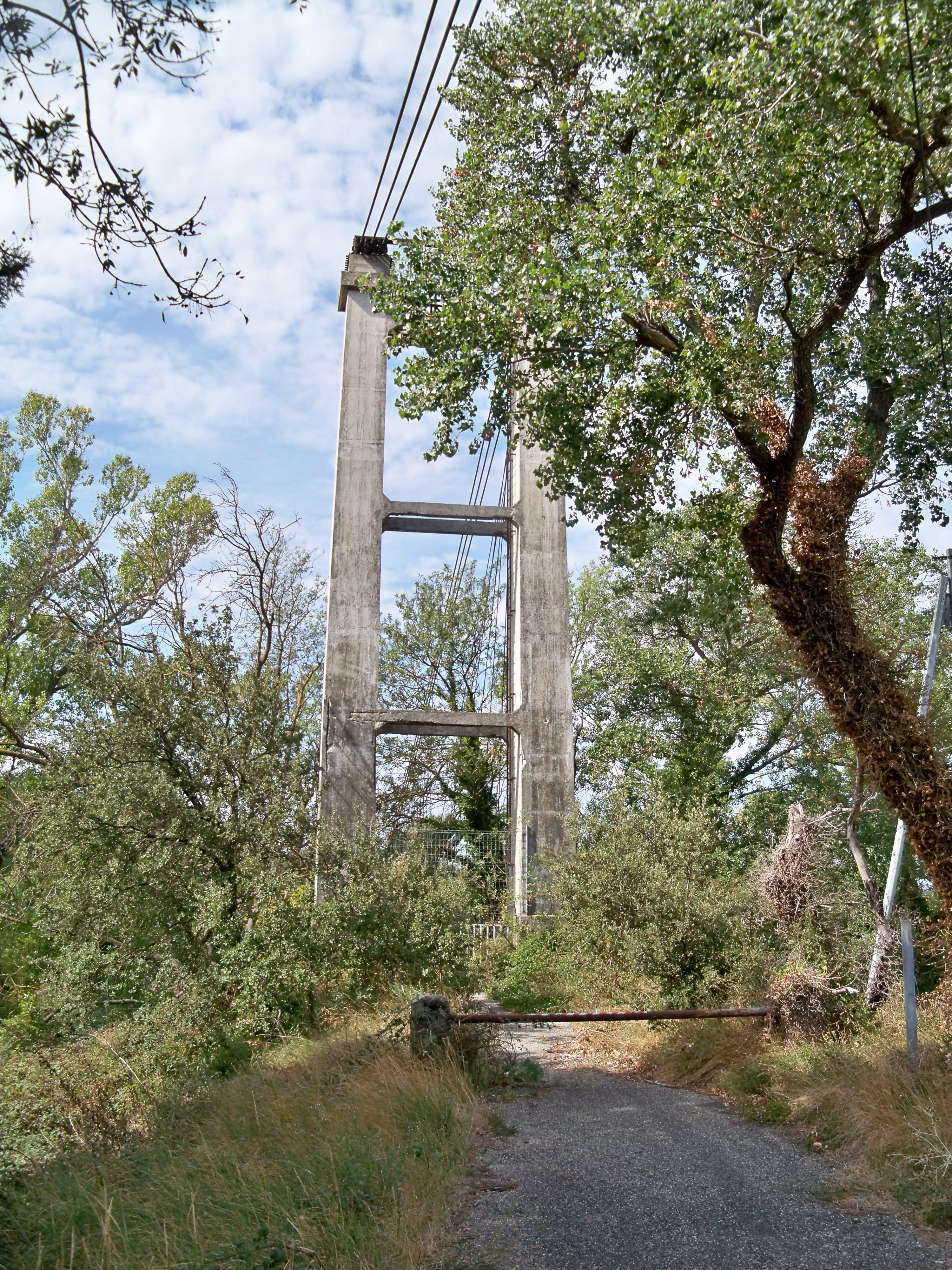
Le pont des Arméniers de nos jours.